# Música tibetana

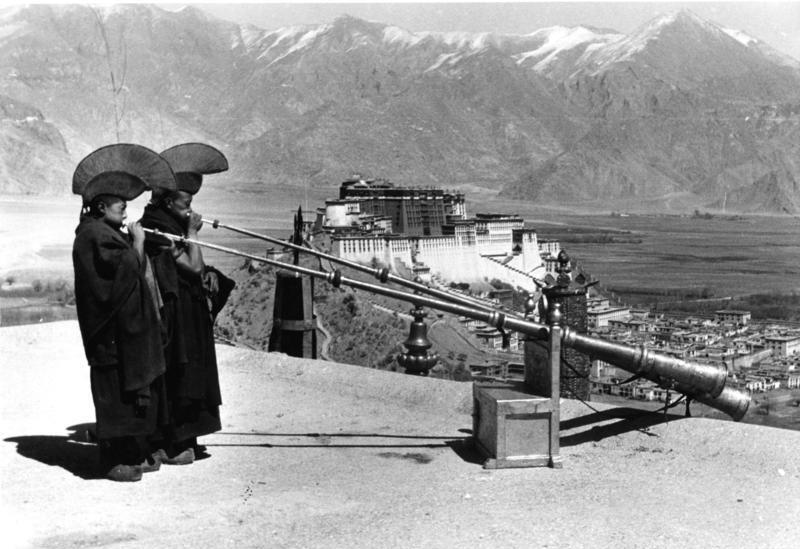
Monjos tocant dungchen, trompetes llargues, des del terrat de la Universitat Mèdica, Lhasa, 1938

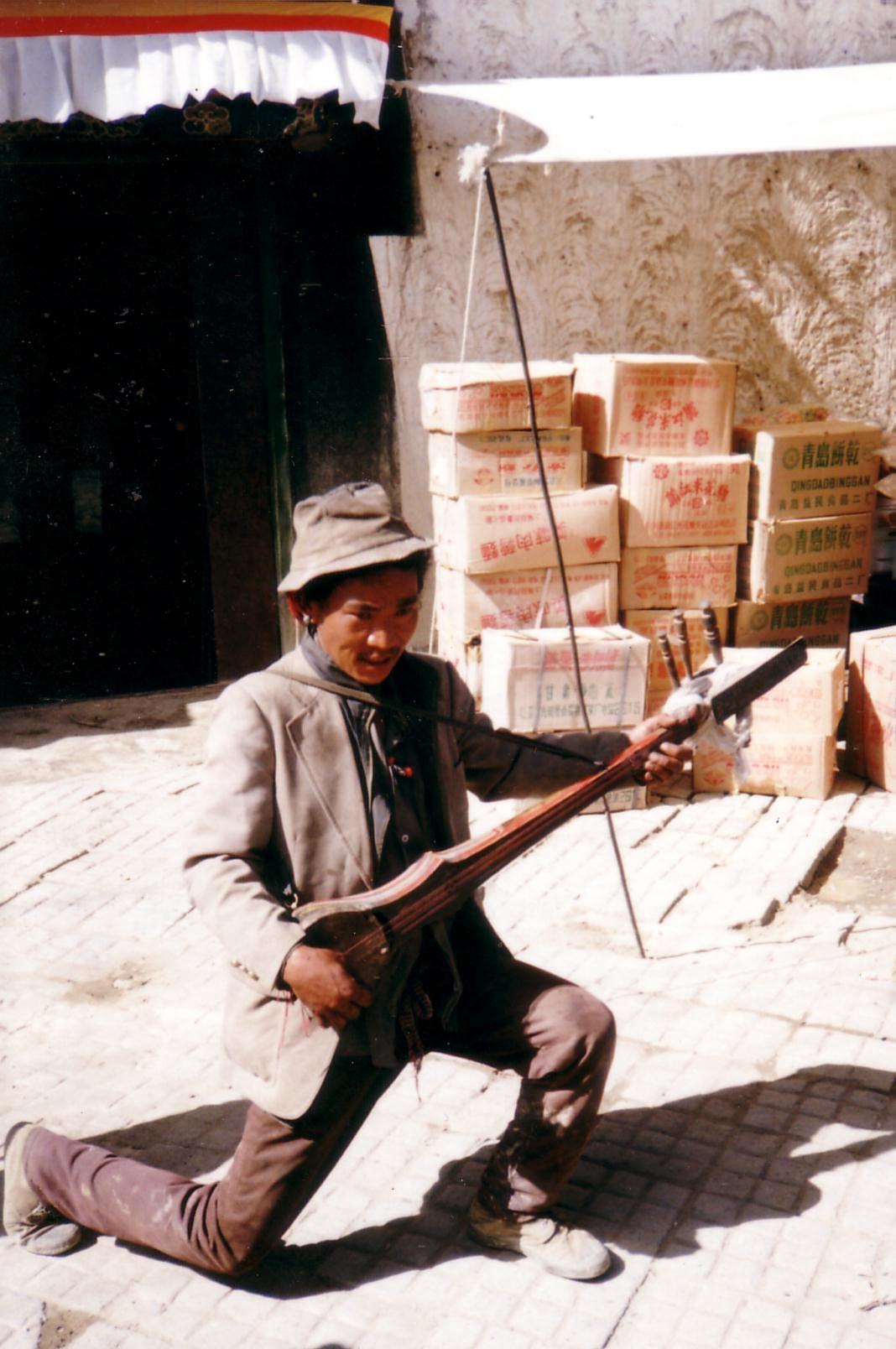
Músic de carrer, Shigatse, Tibet, 1993

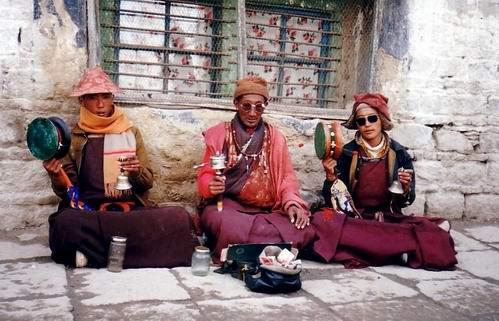
Tres monjos cantant a Lhasa, 1993

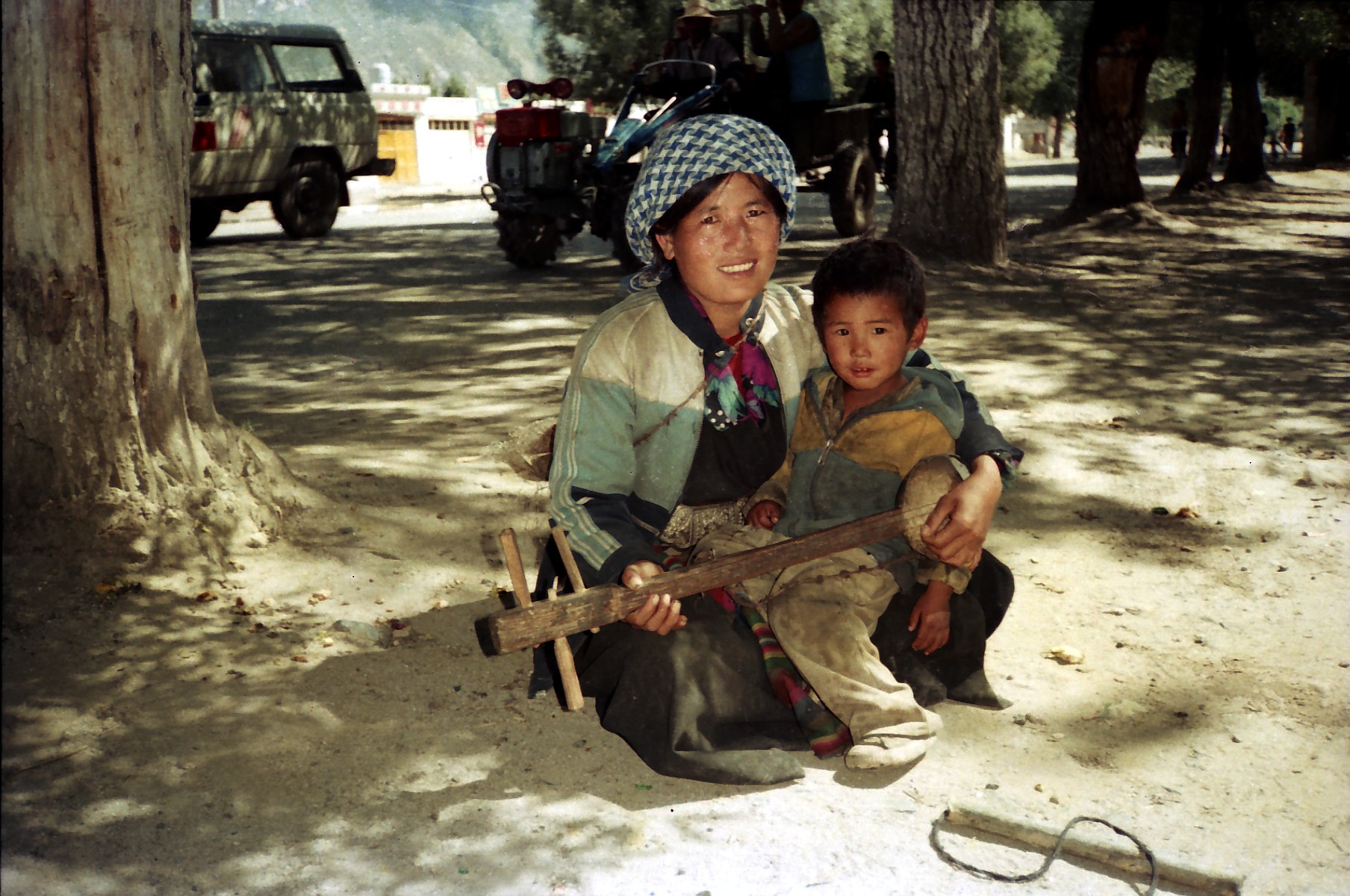
Dona amb un fill a Lhasa, 1993

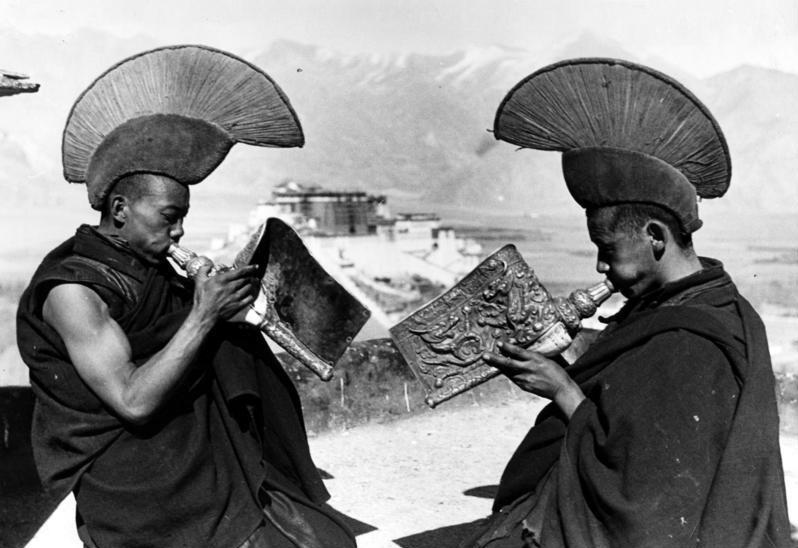
Monjos tocant trompetes fetes amb petxines decorades, Lhasa, 1938

La música de Tibet reflecteix el patrimoni cultural de la regió del Transhimàlaia, centrada en el Tibet però també és coneguda allà on hi hagi ètnies tibetanes com a Nepal, Bhutan, Índia i més enllà. La música tibetana és sobretot música religiosa, reflectint la influència profunda del budisme tibetà en la cultura.

## Història
La tradició del Lama Mani -la narració de paràboles budistes a través del cant— data del segle xii. Les cançons eren interpretades per narradors nòmades, que anaven de poble en poble emmirallant-se en els propis orígens humils per relacionar-ho millor amb la gent de cada lloc. Vividly va il·lustrar les pintures budistes "thangka" que van descriure la narració i que ajudava a l'audiència a entendre l'ensenyament essencial.
Les cançons tibetanes de carrer eren una forma tradicional de l'expressió particularment popular com a mitjà per a parlar de política i altres temàtiques en un país que anteriorment no havia tingut diaris ni altres mitjans de comunicació de masses. Ells van proporcionar comentaris i sàtira política i social i eren un bon exemple de la tradició dels bards, similar a la de l'Europa medieval o, més recentment, la funció que el calipso va jugar a les Índies de l'oest. Generalment les lletres de les cançons del Tibet contenien estrofes de 4 versos de 6 síl·labes cadascun, les lletres podien ser fàcilment adaptades a qualsevol melodia.
La música secular tibetana ha estat promoguda per organitzacions com el Dalai Lama Tibetan Institute of Performing Arts. Aquesta organització està especialitzada en el lhamo, un estil operístic, abans que es ramifiqués en altres estils, incloent música de ball com el toeshey i el nangma. El nangma és especialment popular en els bars de karaoke del centre urbà de Tibet, Lhasa. Una altra forma de música popular és l'estil clàssic "Gar", que és interpretat a rituals i cerimònies. "Lu" és un tipus de cançons que es fan a través de vibracions glotals i tons aguts. Hi ha també bards d'èpica que canten sobre Gesar, un heroi nacional de Tibet.

## Música popular i moderna

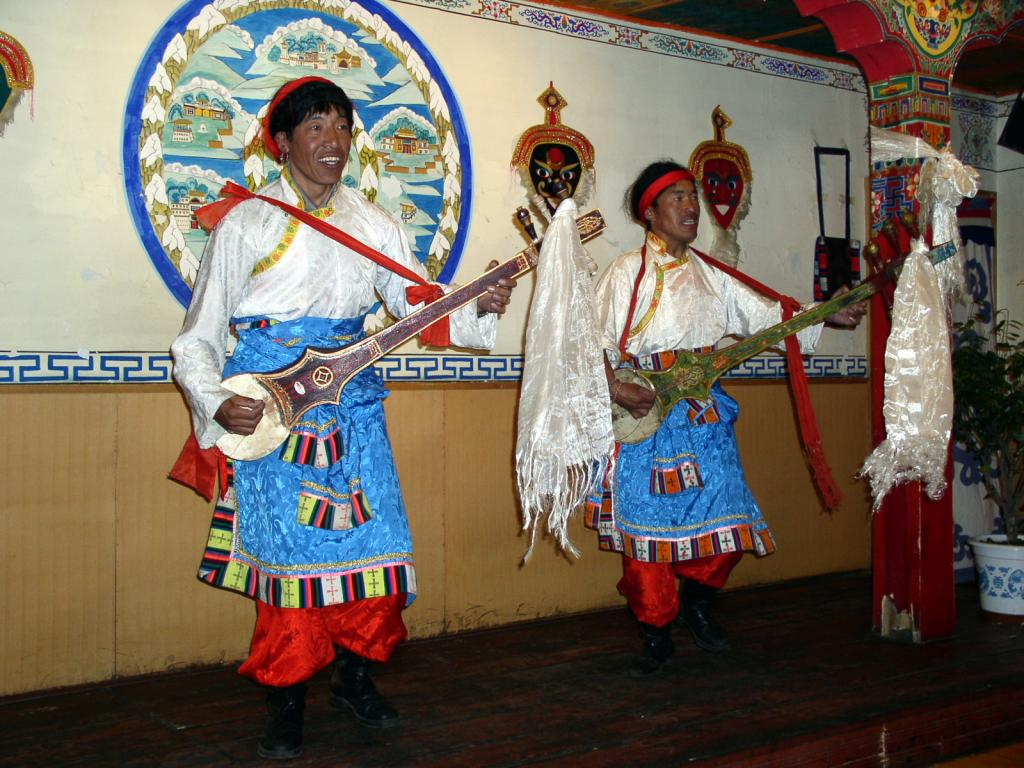
Dansa tibetana

Els tibetants tenen una forta cultura de música popular, i es troben també representats a la cultura popular xinesa. Els cantants tibetans són particularment coneguts per les seva gran capacitat vocal que alguns atribueixen a les grans alçades de l'altiplà tibetà. Tseten Dolma (才旦卓玛) va augmentar la fama en els anys 1960 per la seva suite de música i dansa "La Terra és Vermella". Kelsang Metok (格桑梅朵) és un cantant pop que combina les tradicions vocals de Tibet amb elements del xinès, indi i pop occidental. Purba Rgyal (Pubajia O 蒲巴甲) el 2006 va guanyar el Haonaner, la versió xinesa d'American Idol. L'any 2006 va protagonitzar Sherwood Hu's Prince of the Himalayas, una adaptació del Hamlet de Shakespeare situat a l'antic Tibet i representat per tibetans.
A les províncies multiètniques de Qinghai i Sichuan, on els habitants tibetans són considerats part de la tradició "Amdo", hi ha una presència escènica molt forta, exposada majoritàriament a través de vídeos als autobusos locals. Les estrelles Amdo són entre altres Sherten (curt fet per Sherab Tendzin) i Yadong, tots dos han arribat fora de les fronteres de la Xina amb la seva música.
La música tibetana ha tingut un efecte profund en alguns estils de la música occidental, especialment a la música new-age. Compositors com Philip Glass i Henry Eichheim són coneguts per l'ús d'elements tibetans a les seves músiques. La primera fusió es produí a Tibetan Bells, publicat el 1971 per Nanci Henning i Henri Wolf. La banda sonora de Kundun, de Philip Glass, ha ajudat a popularitzar la música tibetana.
Els estils estrangers de música popular també van tenir impacte dins la diàspora tibetana, on el ghazal indi i el filmi són molt populars, i el rock americà s'ha basat en el Rangzen Shonu. Des de la relaxació d'algunes lleis a la dècada del 1980, el pop tibetà va ser popularitzat per Yadong (Tibet), Dadon (ara vivint als Estats Units), Jampa Tsering (Tibet), del grup de tres membres AJIA, el grup de quatre membres Gao Yuan Hong, el grup de cinc membres Gao Yuan Feng, són coneguts. Gaoyuan Hong en particular va introduir elements de la llengua tibetana al rap amb els seus singles.. Alan Dawa Dolma és el primer i actualment únic artista tibetà que ha arribat a la indústria de música japonesa.

## Instruments musicals tibetans
Els instruments musicals del Tibet són, entre d'altres, el dril bu (campana), rol mo i ting shags (címbals), damaru i dhyangro (percussió), dbang dung i ngeku (trompes), tungna (llaüt), rgya gling (xeremia), rag gshog-ma i ding dkar (corns), zangs dung i dungchen (trompetes), rkang gling i rkang dung (trompetes d'os).